# O jeden most za daleko
O jeden most za daleko (ang. A Bridge Too Far) – dramat wojenny w reżyserii Richarda Attenborough nakręcony na podstawie powieści Corneliusa Ryana o tym samym tytule.
Film przedstawia przygotowania, przebieg i zakończenie operacji wojsk amerykańskich, brytyjskich i polskich pod kryptonimem „Market Garden”. Tytuł pochodzi od słów generała Browninga: Myślę, że może planujemy o jeden most za daleko. Konsultantami wojskowymi przy produkcji filmu byli najważniejsi uczestnicy wydarzeń – generałowie Horrocks, Urquhart, Gavin i Frost oraz brygadier Vandeleur. Ważną rolę odegrało holenderskie miasto Deventer: tamtejszy most udawał most w Arnhem, a rynek – rynek w Eindhoven. Dla potrzeb filmu postawiono wiele budynków, które imitowały zabudowania niszczone w trakcie walk. Również strefy zrzutu były zaaranżowane – wiele „szybowców” było w rzeczywistości drewnianymi ścianami.

## Obsada

### Żołnierze alianccy
- Dirk Bogarde jako generał porucznik Frederick „Boy” Browning, dowódca 1 Alianckiej Armii Powietrznodesantowej
- Michael Caine jako podpułkownik John „Joe” Vandeleur, dowódca należącej do brytyjskiego XXX Korpusu Gwardii Irlandzkiej
- Sean Connery jako generał major Robert „Roy” Urquhart, dowódca brytyjskiej 1 Dywizji Powietrznodesantowej
- Edward Fox jako generał porucznik Brian Horrocks, dowódca brytyjskiego XXX Korpusu
- Elliott Gould jako pułkownik Robert Stout[b], dowódca należącego do amerykańskiej 101 Dywizji Powietrznodesantowej 506 Pułku Piechoty Spadochronowej
- Gene Hackman jako generał brygady Stanisław Sosabowski, dowódca polskiej 1 Samodzielnej Brygady Spadochronowej
- Anthony Hopkins jako podpułkownik John D. Frost, dowódca 2. batalionu brytyjskiej 1 Dywizji Powietrznodesantowej
- Ryan O’Neal jako generał brygady James Gavin, dowódca amerykańskiej 82 Dywizji Powietrznodesantowej
- Robert Redford jako major Julian Cook z 82 Dywizji Powietrznodesantowej
- Paul Maxwell jako generał major Maxwell Taylor, dowódca 101 Dywizji Powietrznodesantowej
- James Caan jako sierżant Eddie Dohun ze 101 Dywizji Powietrznodesantowej

### Żołnierze niemieccy
- Walter Kohut jako marszałek polny Walther Model, dowódca Grupy Armii B
- Hardy Krüger jako SS-Brigadeführer Kurt Ludwig[c], dowódca 10 Dywizji Pancernej SS „Frundsberg”
- Wolfgang Preiss jako marszałek polny Gerd von Rundstedt, głównodowodzący obszaru Zachód Wehrmachtu
- Maximilian Schell jako SS-Obergruppenführer Wilhelm Bittrich, dowódca II Korpusu Pancernego SS
- Fred Williams jako SS-Hauptsturmführer Viktor Gräbner, dowódca 9 Dywizji Pancernej SS „Hohenstaufen”
- Hans von Borsody jako general piechoty Günther Blumentritt,  szef sztabu obszaru Zachód Wehrmachtu

### Cywile holenderscy
- Laurence Olivier jako doktor Jan Spaander
- Liv Ullmann jako Kate ter Horst
- Siem Vroom jako lider ruchu oporu
- Erik van ’t Wout jako syn lidera ruchu oporu
- Marlies van Alcmaer jako żona lidera ruchu oporu
- Mary Smithuysen jako stara dama
- Hans Croiset jako Hans, syn starej damy
- Josephine Peeper jako kelnerka
- Tom van Beek jako Jan ter Horst
- Erik Chitty jako kościelny organista
- Richard Attenborough jako obłąkany mężczyzna w okularach
- Albert van der Harst jako medyk

## Informacje dodatkowe
- Sean Connery zagrał rolę generała Urquharta ze względu na fizyczne podobieństwo.
- John Addison, twórca muzyki do filmu, służył podczas II wojny światowej w XXX Korpusie.
- Tylko cztery czołgi M4 Sherman są w filmie prawdziwe, reszta widzianych na ekranie pojazdów pancernych to plastikowe modele na podwoziu Volkswagena Garbusa.
- Przedstawiciele każdej nacji w filmie posługują się własnym językiem, dialogi niemieckie są w języku niemieckim, holenderskie w języku niderlandzkim, polskie – po polsku.

## Nagrody i nominacje
Nagroda BAFTA 1977
- Najlepsze zdjęcia – Geoffrey Unsworth
- Najlepsza muzyka – John Addison
- Najlepszy dźwięk – Peter Horrocks, Gerry Humphreys, Simon Kaye, Robin O’Donoghue, Les Wiggins
- Najlepszy aktor drugoplanowy – Edward Fox
- Najlepszy film (nominacja)
- Najlepsza reżyseria – Richard Attenborough (nominacja)
- Najlepsza scenografia i dekoracje wnętrz – Terence Marsh (nominacja)
- Najlepszy montaż – Antony Gibbs (nominacja)